# 齐越
齐越（1922年2月23日—1993年11月7日），原名齐斌濡，河北高阳人，生于黑龙江满洲里（今属内蒙古），中华人民共和国播音员，新中国历史上第一名男播音员以及第一名播音学教授。

## 生平
齐越毕业于西北大学俄语系，1946年10月在中国共产党晋冀鲁豫《人民日报》担任编辑，1947年起担任陕北新华广播电台播音员。曾与丁一岚一起担任1949年中华人民共和国开国大典的播音工作，之后历任中央人民广播电台播音组组长、播音艺术指导、播音部副主任等职务。1975年调北京广播学院任教。1978年评为教授。1993年11月7日因病抢救无效于北京逝世，享年71岁。